# Floing (Austria)
Floing – gmina w Austrii, w kraju związkowym Styria, w powiecie Weiz. Według Austriackiego Urzędu Statystycznego liczyła 1205 mieszkańców (1 stycznia 2015).